# Gornje Žedanjsko
Gornje Žedanjsko är en ort i Bosnien och Hercegovina.   Den ligger i entiteten Republika Srpska, i den östra delen av landet, 70 km öster om huvudstaden Sarajevo. Gornje Žedanjsko ligger 760 meter över havet och antalet invånare är 118.
Terrängen runt Gornje Žedanjsko är huvudsakligen kuperad, men västerut är den bergig.Närmaste större samhälle är Srebrenica, 9,2 km öster om Gornje Žedanjsko. 
Omgivningarna runt Gornje Žedanjsko är en mosaik av jordbruksmark och naturlig växtlighet. Runt Gornje Žedanjsko är det ganska tätbefolkat, med 67 invånare per kvadratkilometer.